# Clarence Munyai
Clarence Munyai (* 20. Februar 1998 in Johannesburg) ist ein südafrikanischer Sprinter, der sich auf den 200-Meter-Lauf spezialisiert hat.

## Sportliche Laufbahn
Erste Erfahrungen bei internationalen Meisterschaften sammelte Clarence Munyai bei den Afrikameisterschaften 2016 in Durban, bei denen er sich für das Finale über 200 Meter qualifizierte, dort aber nicht antrat. Mit der südafrikanischen 4-mal-100-Meter-Staffel kam er im Vorlauf zum Einsatz und gewann durch den Sieg des Finalteams die Goldmedaille. Daraufhin nahm er an den U20-Weltmeisterschaften im polnischen Bydgoszcz teil und belegte dort den vierten Platz über 200 Meter. Er qualifizierte sich zudem erstmals für die Olympischen Spiele in Rio de Janeiro, bei denen er über 200 Meter im Vorlauf 20,66 s lief und damit ausschied. 2017 nahm er am Golden Spike in Ostrava über 300 Meter teil und stellte dort einen neuen Juniorenweltrekord auf und rangiert damit auf Platz elf (Stand 2018) der ewigen Bestenliste. Bei den U20-Afrikameisterschaften in Tlemcen siegte er in 20,22 s und stellte damit einen neuen Meisterschaftsrekord auf. Er nahm anschließend an den Weltmeisterschaften in London teil und wurde dort im Vorlauf über 200 Meter wegen einer Bahnüberschreitung disqualifiziert. Bei den Südafrikanischen Meisterschaften in Pretoria 2018 lief Munyai 19,69 s und leif damit die 10. schnellste Zeit eines Athleten überhaupt. Im April belegte er bei den Commonwealth Games im australischen Gold Coast in 20,58 s den vierten Platz über 200 Meter. 2019 erreichte er bei den Weltmeisterschaften in Doha das Halbfinale, in dem er mit 20,55 s ausschied und mit der 4-mal-100-Meter-Staffel erreichte er mit neuem Afrikarekord von 37,73 s Rang fünf. Bei den World Athletics Relays 2021 im polnischen Chorzów siegte er in 38,71 s in der 4-mal-100-Meter-Staffel. Über 200 m qualifizierte er sich über die Weltrangliste für die Olympischen Spiele in Tokio und erreichte dort das Halbfinale, in dem er mit 20,49 s ausschied. Zudem verpasste er mit der Staffel den Finaleinzug.
2022 siegte er in 20,44 s über 200 Meter beim Gaborone International Meet und im Juni gewann er bei den Afrikameisterschaften in Port Louis in 20,69 s die Bronzemedaille über diese Distanz hinter dem Botswaner Letsile Tebogo und Emmanuel Eseme aus Kamerun. Anschließend siegte er in 10,09 s über 100 Meter bei den Kuortane Games. Daraufhin kam er bei den Weltmeisterschaften in Eugene mit 10,47 s nicht über die erste Runde über 100 Meter aus und belegte mit der Staffel in 38,10 s im Finale den sechsten Platz. Im Jahr darauf erreichte er mit der Staffel bei den Weltmeisterschaften in Budapest erneut das Finale, erreichte dort aber nicht das Ziel.
2016 wurde Munyai südafrikanischer Meister im 200-Meter-Lauf sowie in der 4-mal-100-Meter-Staffel.

## Persönliche Bestzeiten
- 100 Meter: 10,04 s (+1,7 m/s), 12. März 2022 in Pretoria
- 200 Meter: 19,69 s (−0,5 m/s), 16. März 2018 in Pretoria (südafrikanischer Rekord)
- 300 Meter: 31,61 s, 28. Juni 2017 in Ostrava (U20-Weltrekord)